# Salts als Jocs Olímpics d'estiu de 1964
Als Jocs Olímpics d'Estiu de 1964 celebrats a la ciutat de Tòquio (Japó) es disputaren quatre proves de salts, dues en categoria masculina i dues en categoria femenina. La competició es desenvolupà entre els dies 11 i 18 d'octubre de 1964 al Yoyogi National Gymnasium.

## Comitès participants
Hi participaren un total de 80 saltadors, entre ells 46 homes i 34 dones, de 20 comitès nacionals diferents:
| - Alemanya (9) - Austràlia (2) - Àustria (4) - Canadà (3) - Colòmbia (1) - Corea del Sud (3) - Dinamarca (2) | - Estats Units (12) - Finlàndia (1) - Hongria (2) - Índia (2) - Iran (2) - Itàlia (3) - Japó (9) | - Mexico (3) - Puerto Rico (1) - Regne Unit (6) - República Àrab Unida (1) - Rhodèsia del Nord (3) - Unió Soviètica (12) - Suècia (12) |

## Resum de medalles

### Categoria masculina
| Prova                       | Or                 | Argent         | Bronze             |
| Trampolí de 3 m. Detalls    | Kenneth Sitzberger | Francis Gorman | Lawrence Andreasen |
| Plataforma de 10 m. Detalls | Bob Webster        | Klaus Dibiasi  | Thomas Gompf       |

### Categoria femenina
| Prova                       | Or            | Argent         | Bronze           |
| Trampolí de 3 m. Detalls    | Ingrid Krämer | Jeanne Collier | Mary Willard     |
| Plataforma de 10 m. Detalls | Lesley Bush   | Ingrid Krämer  | Galina Alekseeva |

## Medaller
| Posició | País           | Or | Argent | Bronze | Total |
| 1       | Estats Units   | 3  | 2      | 3      | 8     |
| 2       | Alemanya       | 1  | 1      | 0      | 2     |
| 3       | Itàlia         | 0  | 1      | 0      | 1     |
| 4       | Unió Soviètica | 0  | 0      | 1      | 1     |